# Direito robótico
Origem do assunto
O assunto foi primeiro trazido à tona através dos contos de Isaac Asimov, principalmente “O Homem Bicentenário” e “Eu Robô”. Nesses contos, Asimov explorava o mundo ainda fictício onde máquinas de inteligência artificial atingem a singularidade, ou seja, a criação de uma consciência.

Direito robótico é o ramo do direito dedicado ao estudo dos problemas da robótica e da inteligência artificial. Parte do pressuposto de que a singularidade tecnológica poderá resultar no surgimento de robôs mais inteligentes que os humanos e, assim, com direitos e obrigações. A construção dessa hipótese parte de elementos do direito civil, psicanálise, cibernética, Lei dos Retornos acelerados, teoria da evolução, autopoiese, inteligência artificial, teoremas da incompletude de Güedel, dentre outras fontes. O artigo precursor foi publicado no Brasil pelo Prof. Marco Aurélio de Castro Júnior, da UFBA, em 2001. Em 2009, resultou na tese de doutorado Direito Robótico: personalidade jurídica do robô.